# Frankensteinova nevjesta
Frankensteinva nevjesta (engl. Bride of Frankenstein) je američki horor film iz 1935. Naziv filma ima duplo značenje; djelimice kao supruga Dr. Frankensteina a djelimice kao supruga od čudovišta.
Film je bio nominiran za Oscara za najbolji zvuk.

## Radnja
Dr. Henry Frankenstein (Colin Clive) je odlučio prekinuti sve svoje eksperimente i posvetiti se zajedničkom životu sa svojom budućom suprugom Elizabeth (Valerie Hobson). Dr. Septimus Pretorius (Ernest Thesiger) pokušava nagovoriti Frankensteina da mu pomogne opet udahnuti život u monstruma. Film je nastavak filma Frankenstein iz 1931. godine.

## Uloge
- Boris Karloff – Frankenstein čudovište
- Colin Clive – Dr. Henry Frankenstein
- Valerie Hobson – Elizabeth Frankenstein
- Ernest Thesiger – Dr. Septimus Pretorius
- Elsa Lanchester – Mary Shelley / supruga čudovišta
- Gavin Gordon – Lord Byron
- Douglas Walton – Percy Shelley